# Site web statique
Cet article court présente un sujet plus développé dans : Site web.
Un site web statique est un site web composé de pages web statiques et fonctionnant sans base de données. Il existe des générateurs de site web statique comme Jekyll ou Hugo. 